# Vilka-Sadivska, Lokaci
Vilka-Sadivska (în ucraineană Вілька-Садівська) este un sat în comuna Zaturți din raionul Lokaci, regiunea Volînia, Ucraina.

## Demografie
Componența lingvistică a localității Vilka-Sadivska
     Ucraineană (99,12%)
     Alte limbi (0,88%)
Conform recensământului din 2001, majoritatea populației localității Vilka-Sadivska era vorbitoare de ucraineană (99,12%), existând în minoritate și vorbitori de alte limbi.